# Gustav Harteneck
Gustav Harteneck (né le 27 juillet 1892 à Landau – décédé le 13 janvier 1984 à Munich) est un General der Kavallerie allemand au sein de la Heer dans la Wehrmacht pendant la Seconde Guerre mondiale.
Il a reçu la Croix de chevalier de la Croix de fer. Cette décoration est attribuée pour un acte d'une extrême bravoure sur le champ de bataille ou un commandement avec un succès militaire certain.

## Biographie
Au début de la Première Guerre mondiale, Harteneck s'engage le 7 avril 1914 comme volontaire dans le 3e régiment de chevau-légers royal bavarois (de) de l'armée bavaroise et est transféré à la fin de l'année comme porte-drapeau dans le 5e régiment de chevau-légers royal bavarois (de). 
Gustav Harteneck est capturé par les forces britanniques en mai 1945 et maintenu en captivité jusqu'en 1947.

## Décorations
- Croix de fer (1914)
  - 2e Classe
  - 1re Classe
- Insigne des blessés (1914)
  - en Noir
- Croix d'honneur
- Agrafe de la Croix de fer (1939)
  - 2e Classe
  - 1re Classe
- Médaille du Front de l'Est
- Croix allemande en Or (20 mars 1942)
- Croix de chevalier de la Croix de fer
  - Croix de chevalier le 21 septembre 1944 en tant que General der Kavallerie et commandant du I. Kavallerie-Korps[1]